# Paweł Topol
Paweł Topol – polski pedagog, dr hab. nauk społecznych, profesor uczelni Wyższej Szkoły Zawodowej "Kadry dla Europy" w Poznaniu i Laboratorium Edukacyjnych Zastosowań Informatyki Wydziału Studiów Edukacyjnych Uniwersytetu im. Adama Mickiewicza w Poznaniu.

## Życiorys
16 lutego 1998 obronił pracę doktorską Efektywność multimedialnego nauczania - uczenia się języka angielskiego osób dorosłych, 8 kwietnia 2014 habilitował się na podstawie pracy zatytułowanej Funkcjonalność edukacyjna światów wirtualnych. Został zatrudniony na stanowisku adiunkta w Zakładzie Penitencjarystyki na Wydziale Studiów Edukacyjnych Uniwersytetu im. Adama Mickiewicza w Poznaniu.
Jest członkiem Rady Dyscypliny Naukowej - Pedagogiki Uniwersytetu im. Adama Mickiewicza w Poznaniu i kierownikiem w Laboratorium Edukacyjnych Zastosowań Informatyki Wydziału Studiów Edukacyjnych Uniwersytetu im. Adama Mickiewicza w Poznaniu.
Awansował na stanowisko profesora uczelni w Laboratorium Edukacyjnych Zastosowań Informatyki na Wydziale Studiów Edukacyjnych Uniwersytetu im. Adama Mickiewicza w Poznaniu, oraz w Wyższej Szkole Zawodowej "Kadry dla Europy" w Poznaniu.